# Meco
Meco – miasto w Hiszpanii we wspólnocie autonomicznej Madryt 35 km na wschód od stolicy nad rzeką Henares. Miasto leży w pobliżu autostrady A-2 i posiada dogodne połączenia drogowe. Znajduje się tu także stacja kolejowa podmiejskiej kolei Cercanías Madrid na linii .